# Cees Stam
Cees Stam, né le 20 novembre 1945[réf. nécessaire] à Koog aan de Zaan, est un coureur cycliste néerlandais. Spécialiste du demi-fond, il a été champion du monde de cette discipline en amateurs en 1970 et en professionnels en 1973, 1974 et 1977. Il est le père de Danny Stam et le grand-père de Yoeri Havik tous les deux cyclistes.

## Palmarès

### Championnats du monde
- Montevideo 1968
  -  Médaillé d'argent du demi-fond amateurs
- Brno 1969
  -  Médaillé d'argent du demi-fond amateurs
- Leicester 1970
  -  Champion du monde de demi-fond amateurs
- Marseille 1972
  -  Médaillé d'argent du demi-fond professionnels
- Saint-Sébastien 1973
  -  Champion du monde de demi-fond professionnels
- Montréal 1974
  -  Champion du monde de demi-fond professionnels
- Rocourt 1975
  -  Médaillé d'argent du demi-fond professionnels
- Monteroni 1976
  -  Médaillé d'argent du demi-fond professionnels
- San Cristóbal 1977
  -  Champion du monde de demi-fond professionnels
- Munich 1978
  -  Médaillé de bronze du demi-fond professionnels
- Amsterdam 1979
  -  Médaillé de bronze du demi-fond professionnels

### Championnats nationaux
- Champion des Pays-Bas de demi-fond amateurs en 1968, 1969, 1970
- Champion des Pays-Bas de demi-fond professionnels en 1971, 1972, 1973, 1974, 1978

### Championnats d'Europe
- Champion d'Europe de demi-fond en 1975